# Мусвайлер
Мусвайлер (нем. Musweiler) — община в Германии, в земле Рейнланд-Пфальц. 
Входит в состав района Бернкастель-Витлих. Подчиняется управлению Мандершайд.  Население составляет 55 человек (на 31 декабря 2010 года). Занимает площадь 3,05 км².